# T Sculptoris
T Sculptoris är en pulserande variabel av Mira Ceti-typ (M) i stjärnbilden i Bildhuggaren. 
Stjärnan varierar mellan visuell magnitud +8,19 och 13,5 med en period av 205 dygn.